# Kati néni, a fertályos asszony
Kati néni, a fertályos asszony bronzszobra Székesfehérvár belvárosában, a Liszt Ferenc sétálóutcában található. Az egykori fehérvári piac jellegzetes alakját, a portékáit Felsőváros városrészből kiskocsijával a belvárosi piacra toló idős asszonyt ábrázoló szobor Kocsis Balázs alkotása, amelynek ihletője Molnár Imréné Boda Katalin volt, aki még 93 éves  korában is árulta döcögős kocsiján a tejet, tejfölt és a sült liba- és kacsafertályokat. A négy részre, azaz fertályokra felvágott, saját zsírjában ropogósra sütött kacsa és liba egy székesfehérvári helyi ételkülönlegesség.
bizonyos piaci, vásári áruadag neve is fertály. Kiskunfélegyházán a levágott, megtisztított és négy részre vágott liba egy részét fertálynak (libafertály) hívják
A szobrot 2001. november 25-én avatták többéves kálvária után, mivel a szakhatóságok többszöri alkalomra se engedélyezték, hogy a szobor a jelenlegi helyén álljon. A Városszépítő és -védő Egyesület – dacolva a szakhatóságok büntetésével – 2001. január 12-én kihelyezte a szobrot a jelenlegi helyére, s egy urnát állítottak mellé, amelyben kikérték a székesfehérváriak véleményét: ez egyöntetűen azt tükrözte, hogy a szobor a jelenlegi helyén maradjon. A szobor kiállítása 3,3 millió forintba került, amit helyi vállalkozók, önkormányzati képviselők és magánszemélyek gyűjtöttek össze.
Székesfehérvárott minden november 25-én Kati néni szobránál szokták megünnepelni a Katalin-napot.
A városban elterjedt hiedelem, hogy aki megfogja Kati néni szobrának orrát, annak szerencséje lesz. Napjainkra már nem csak a helyiek, hanem a városba látogató turisták is szívesen követik a babonás szokást. Ennek következtében a szobor orra teljesen kifényesedett.